# Pseudosedum koelzii
Pseudosedum koelzii är en fetbladsväxtart som beskrevs av Jansson. Pseudosedum koelzii ingår i släktet Pseudosedum och familjen fetbladsväxter. Inga underarter finns listade i Catalogue of Life.